# Союз-4
«Союз-4» — пилотируемый космический корабль серии «Союз».

## Экипаж
Основной экипаж
- Владимир Шаталов (1-й космический полёт)

Дублирующий экипаж
- Георгий Шонин

Резервный экипаж
- Георгий Добровольский

Экипаж при приземлении
- Владимир Шаталов
- Алексей Елисеев
- Евгений Хрунов

## Описание полёта
Корабль «Союз-4» стартовал 14 января 1969 года. На следующий день с космодрома Байконур стартовал «Союз-5», на борту которого находились трое космонавтов. 16 января в 08:20 UTC корабли «Союз-4» и «Союз-5» состыковались. Это была первая в мире стыковка двух пилотируемых кораблей. Во время стыковки активным кораблем был «Союз-4», стыковочный узел которого был оборудован штырём. Стыковочный узел «Союза-5» был оборудован приёмным конусом.

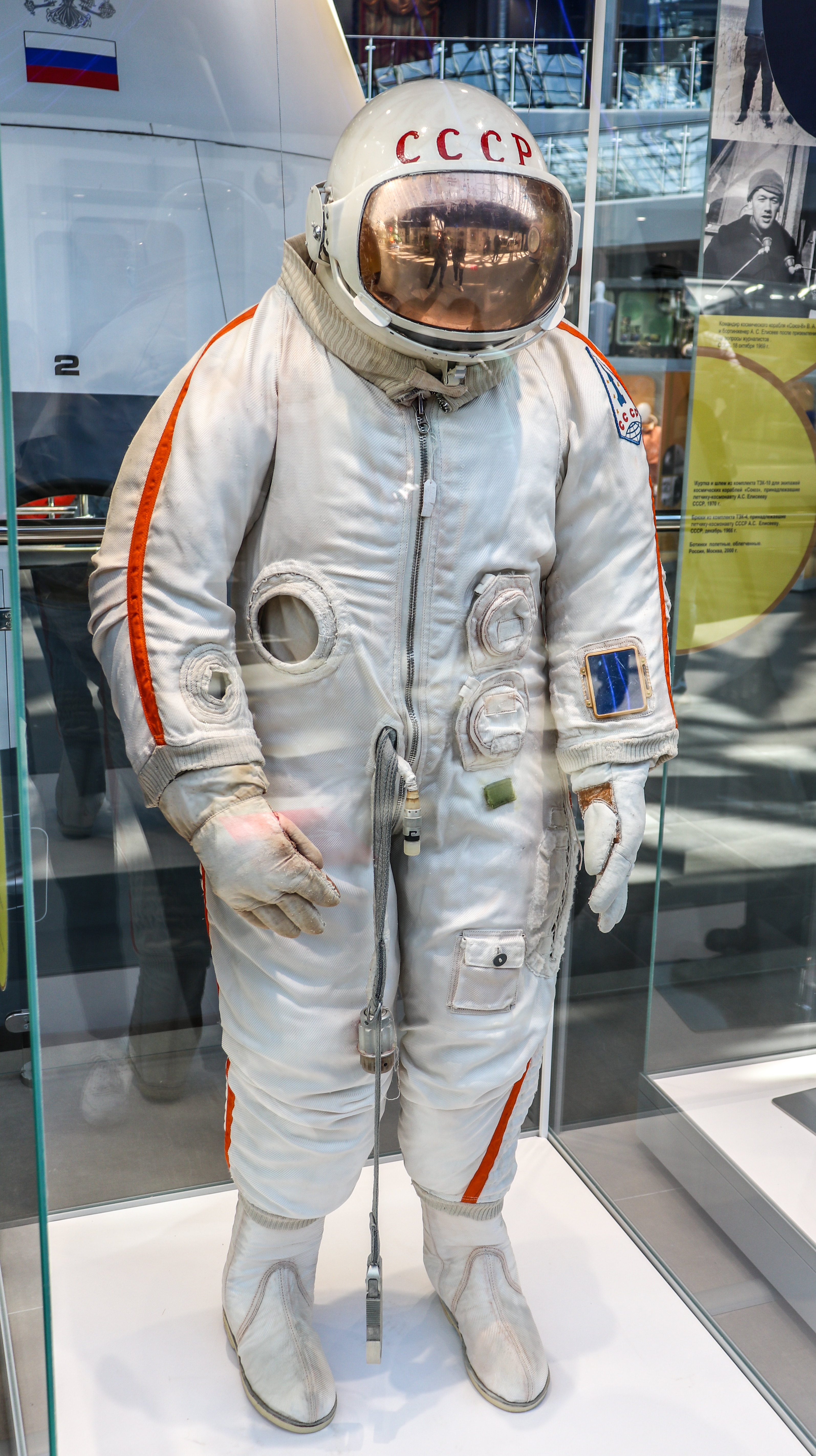
Скафандр «Ястреб», в котором космонавты Хрунов и Елисеев выходили в открытый космос

На 35-м витке космонавты Хрунов и Елисеев вышли в открытый космос из корабля «Союз-5» и перешли в корабль «Союз-4». Этот переход был элементом подготовки к предполагаемому полёту на Луну. После стыковки агентство ТАСС объявило, что впервые на орбите создана экспериментальная космическая станция с четырьмя космонавтами на борту. Советское телевидение вело прямую трансляцию перехода космонавтов Хрунова и Елисеева. Космонавты Хрунов и Елисеев использовали скафандры «Ястреб», командир корабля Борис Волынов помогал им облачаться в скафандры, проверял системы жизнеобеспечения и коммуникаций скафандров. Затем Волынов вернулся в спускаемый аппарат и закрыл люк между орбитальным отсеком и спускаемым аппаратом корабля «Союз-5». Корабли «Союз» модели «7К-ОК» не имели переходного люка в стыковочном узле. Во время перехода орбитальные отсеки кораблей использовались в качестве шлюзовых камер. После разгерметизации орбитального отсека первым в открытый космос вышел Евгений Хрунов. В это время состыкованные корабли находились над Южной Америкой и не имели радиоконтакта с центром управления полётом в СССР. Выход Елисеева происходил уже над территорией СССР, когда поддерживался радиоконтакт с Землёй. Елисеев закрыл за собой люк «Союза-5». Хрунов и Елисеев перешли в орбитальный отсек «Союза-4», который затем был наполнен воздухом, командир «Союза-4» Владимир Шаталов помог Хрунову и Елисееву снять скафандры. Хрунов и Елисеев передали Шаталову письма, телеграммы и газеты, которые вышли уже после старта Шаталова в космос.
Корабли «Союз-4» и «Союз-5» находились в состыкованном состоянии 4 часа 35 минут.
«Союз-4» приземлился 17 января в 40 км юго-западнее Караганды, в 48 километрах от расчётной точки приземления. На месте приземления температура была около −30 °C, высота снежного покрова — 60—80 сантиметров. Поисковый вертолёт обнаружил спускаемый аппарат через 5 минут после приземления.

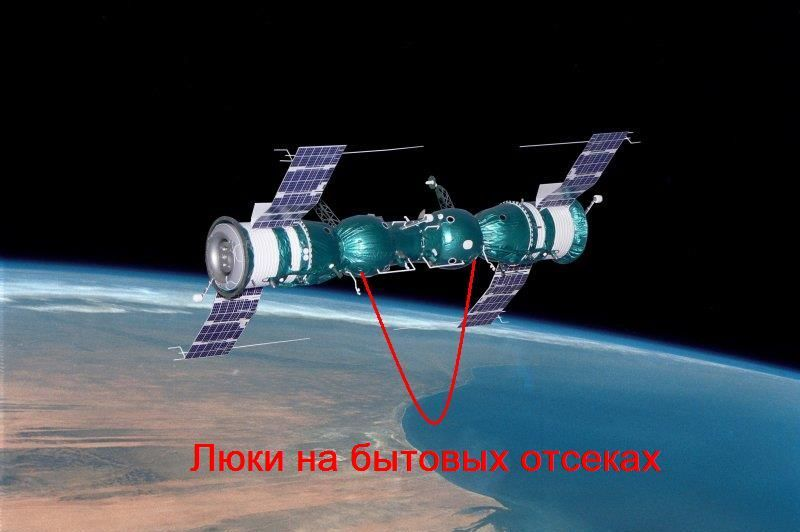
Рисунок художника, стыковка кораблей «Союз-4» и «Союз-5» 16 января 1969 года.
Космонавты Хрунов и Елисеев в скафандрах «Ястреб» вышли в открытый космос и перешли из одного корабля в другой, используя бытовые отсеки как шлюзовые камеры